# Ägadische Inseln
Die Ägadischen Inseln (in der Antike Aegates, italienisch Isole Egadi, die Einheimischen nennen sie Ìsuli Ègadi) sind eine kleine Inselgruppe am Rand des Tyrrhenischen Meers vor der Westküste Siziliens in der Nähe von Trapani. Sie bestehen hauptsächlich aus den drei größeren Inseln Favignana, Levanzo und Marettimo sowie einigen kleineren Inseln wie Formica und Maraone.
Die Ägadischen Inseln haben insgesamt eine Fläche von etwa 37,45 km² und 4512 Einwohner (Stand 31. Dezember 2023). Rund 80 % der Einwohner leben auf der Hauptinsel Favignana, 14 % auf Levanzo und 5 % auf Marrettimo.
Die Inseln bilden zusammen die Gemeinde Favignana im Freien Gemeindekonsortium Trapani der Autonomen Region Sizilien.

## Geschichte
Die Inseln waren schon in prähistorischer Zeit besiedelt. Damals waren sie noch mit dem Festland verbunden. Auf Levanzo sind in der Grotta del Genovese Ritzzeichnungen und Malereien aus der Altsteinzeit erhalten.
In der Antike waren die Ägadischen Inseln 241 v. Chr. Schauplatz der letzten Seeschlacht zwischen den Flotten Karthagos und der Römischen Republik im Ersten Punischen Krieg, die mit einem Sieg der Römer über die Karthager endete und den Ersten Punischen Krieg beendete.

## Galerie

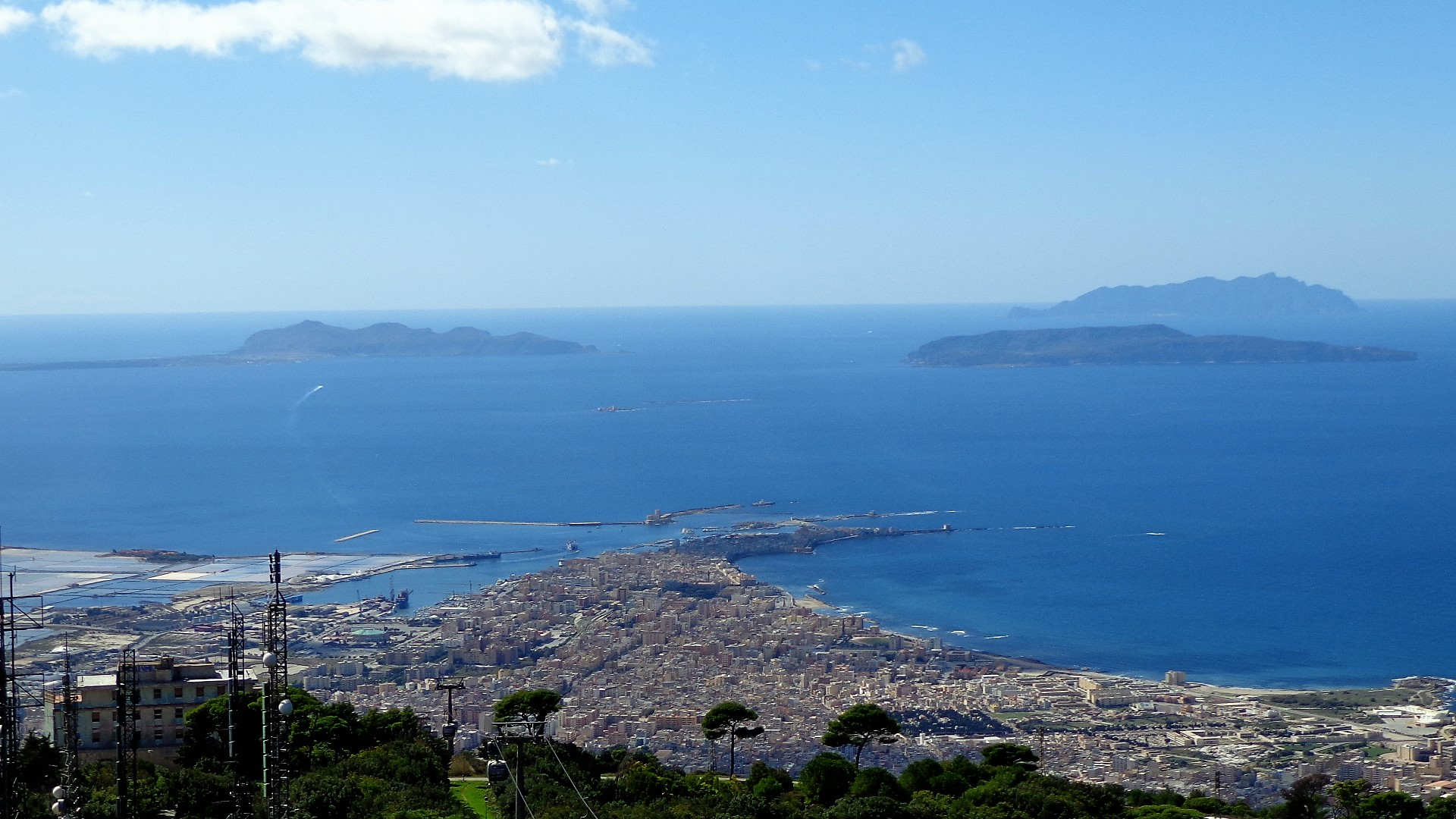
Blick von Erice über Trapani auf Favignana und Levanzo
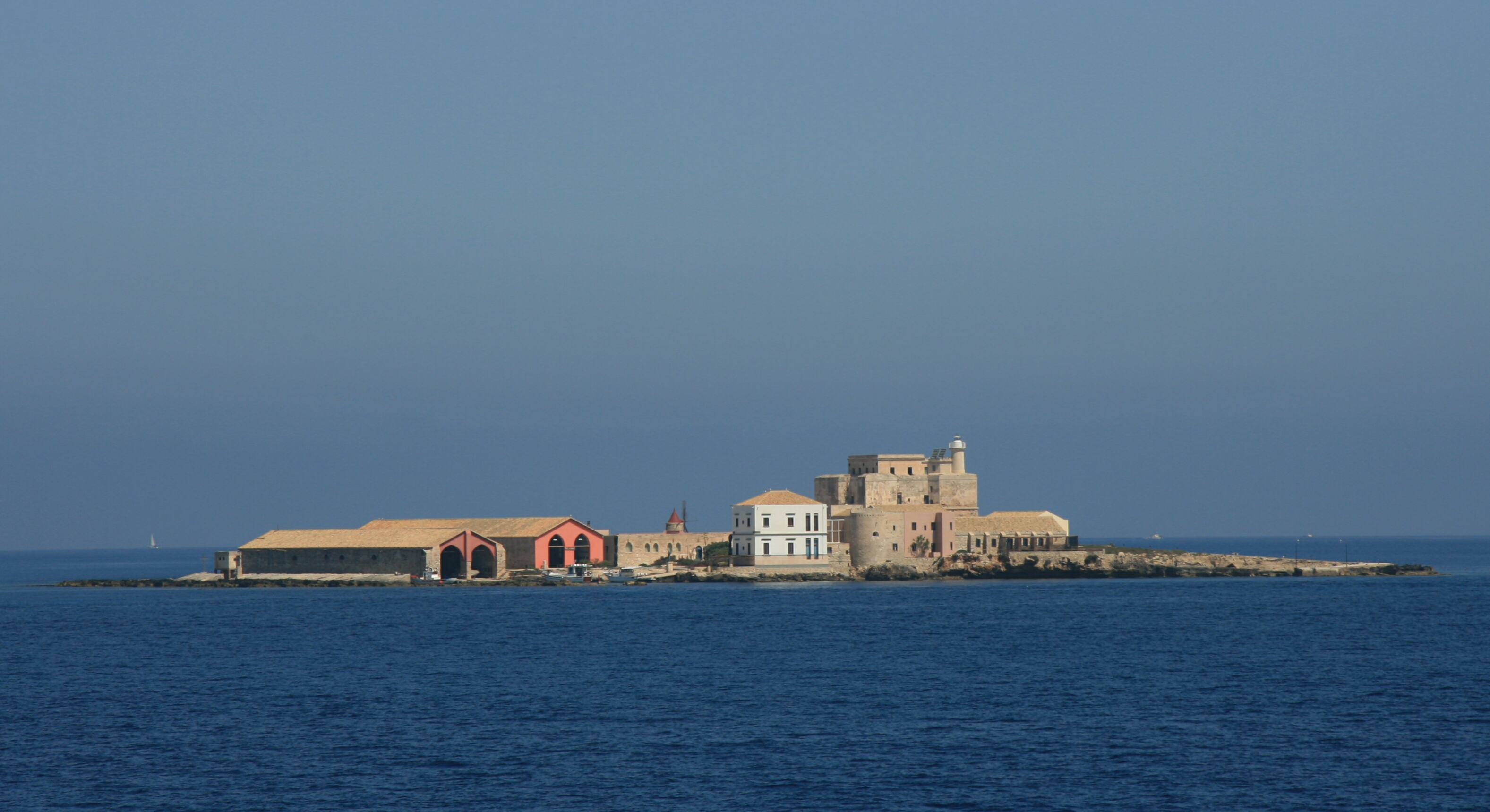
Die Insel Formica
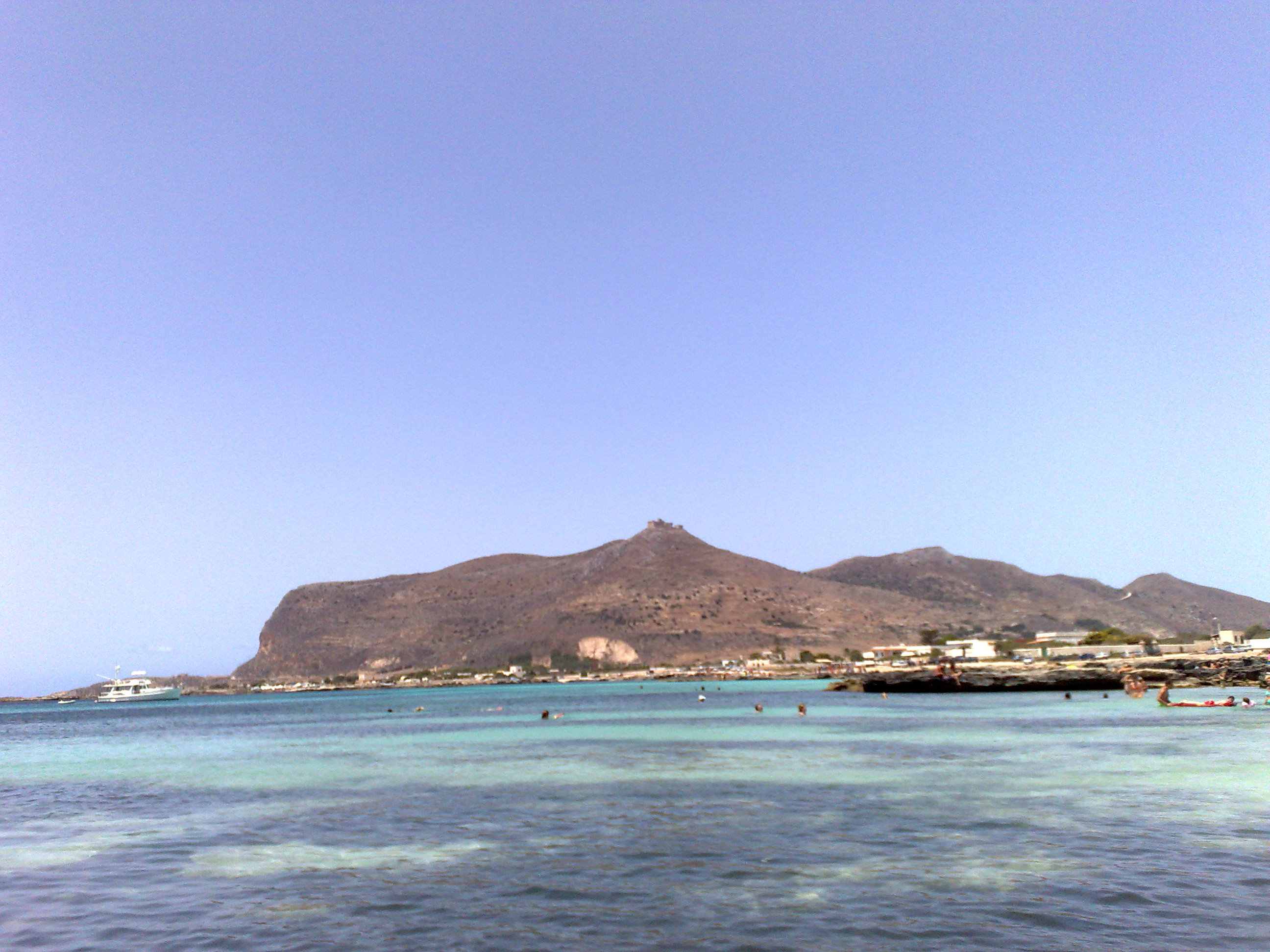
Die Insel Favignana